# Polozzi
Polozzi, właśc. José Fernando Polozzi (ur. 1 października 1955 w Vinhedo) – brazylijski piłkarz występujący na pozycji środkowego obrońcy oraz trener.
W swojej karierze trwającej w latach 1972–1992 grał dla takich klubów jak Ponte Preta, SE Palmeiras, Botafogo FR, Bangu AC i Operário. Z tym ostatnim zespołem zdobył w roku 1986 Ligę Stanową Mato Grosso do Sul. Polozzi występował w reprezentacji Brazylii, został powołany na MŚ 1978 rozgrywane w Argentynie, na których jednak nie zagrał w żadnym meczu.